# Württembergska kronorden

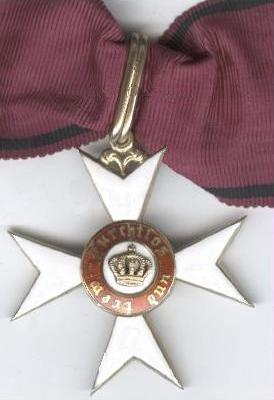
Kommendörskorset.

Württembergska kronorden (tyska: Orden der Württembergischen Krone) var en riddarorden i Württemberg instiftad den 23 september 1818 av kung Vilhelm I genom sammanslagning av Gyllene Örns orden med Civilförtjänstorden.